# Gioacchino Battista Beretta
Gioacchino Battista Beretta   (Verona, 24 de febrer de 1819 - Milà, 26 d'abril de 1876), fou un compositor italià del Romanticisme.
Va ser director del Liceu Musical de Bolonya, membre corresponent de l'Institut reial de música de Florència, de família rica perduda d'un cop de mala fortuna es va veure obligat a recorre a l'art que tant estimava, amb el fi de poder subsistir. Va treballar molt, i són notables: un Trattato d'armonia, un Quartetto ad archi, cinc peces de la cantat Il Libano, no completada, un Grande Trattato d'instrumentazione e d'orchestrazione, quatre Misses solemnes i d'altra música d'església. Una volta abandonada la direcció del Liceu de Bolonya, anà, vers Milà, on va veure l'ocasió per continuar el Dizionario artistico-scientifico-storico-tecnologico-musicale començat pel professor Almerico Barbieri i que ell tampoc va poder acabar.